# Азартні ігри у В'єтнамі
Азартні ігри у В'єтнамі були незаконними, хоча й діяли в країні протягом століть. У 1940-х роках купці тримали у кіосках миски з костями, щоб проводити азартні ігри для своїх клієнтів. Країна легалізувала азартні ігри 2017 року. У В'єтнамі діють вісім казино, відкритих для власників закордонних паспортів.

## Історія
До кінця XX ст. єдиним легальним варіантом азартних ігор була лотерея.
Уряд повільно проводив легалізацію азартних ігор, одночасно борючися з основними нелегальними закладами. У березні 2018 року уряд закрив мережу гральних закладів, що мала обороти у 420 млн $, і в якій брали участь два високопосадовці та ще ~90 осіб (включаючи членів уряду). У вересні 2018 року лідера нелегальної мережі онлайн-казино засудили до 9 років ув'язнення; мережу оцінили у 26 млн $. Інша мережа, закрита 2017 року, оцінювалась у 89 млн $. Під час Чемпіонату світу з футболу 2018 року з'явилися ломбарди, єдиною метою яких було обслуговування місцевих гравців. За оцінками, нелегальні азартні ігри мають обороти у мільярди доларів.
2020 року Міністерство фінансів країни внесло зміни до закону про казино з метою створити більш сприятливі умови для інвестицій.
Початкове положення про право на ведення грального бізнесу (мінімальний капітал у 2 млрд $ і капітал у 1 млрд $, що мав поступово виплачуватися) мали залишитись без змін, натомість, для таких регіонів, як економічна зона Вандон, міністерство запропонувало розраховувати інвестиції як виплачений капітал, що давав би право на отримання права на ведення грального бізнесу. При цьому цей капітал не повинен перевищувати 25 % загальних інвестицій в проєкт казино.
2019 року, за даними міністерства фінансів, казино на Фукуоці, прийняло 47 тис. гравців з В'єтнаму, що склало 45 % від його клієнтів.

## Легалізація
Країна легалізувала азартні ігри в 2017 році. У країні діють вісім казино, відкритих для власників закордонних паспортів. В рамках трирічного експерименту, місцевим жителям було дозволено ходити до казино, якщо вони можуть щомісяця мати дохід, що перевищує 10 мільйонів донгів (449 $), і з них стягується 1 млн донгів у вигляді податків. 2017 року також планувалося легалізувати ставки на спорт.
14 червня 2018 року Національні збори прийняли законопроєкт, який легалізував спортивні ставки під контролем уряду, інший закон легалізував ставки на міжнародні футбольні ігри, кінні та собачі перегони. Гравці мають мати не менше 21 року, мінімальна ставка — 1000 донгів, максимум — один мільйон донгів на день. Гравці повинні мати дозвіл на участь в грі від своєї сім'ї та не мати судимості.

## Казино
Найбільшим готелем-казино у В'єтнамі станом є Grand-Ho Tram, що належить Філіпу Фальконе і відкритий 2013 року. Будівля вартістю 1 млрд. $ складається з готелю на 550 номерів, поля для гольфу та другу вежу готелю, що будується. Інвестори планували інвестувати понад 2 млрд $, щоб отримати право на отримання ліцензій на казино.
2018 року почато будівництво вздовж трикілометрової ділянки узбережжя в центральній частині В'єтнаму, де має відкритися найбільше казино країни. Suncity Group Holdings Ltd з Макао інвестувало 4 млрд $ у проєкт «Хояна», який займає майже 1000 гектарів і містить магазини, ресторани, поля для гольфу та аквапарки.
Ще два казино будувались 2018 року одне у Ван Дон у північній провінції Куанг Нінь, а одне на острові Фукуок. Це частина пілотного проєкту з дозволу місцевим жителям ходити до казино. Ван Дон планувалося відкрити 2019 року, і ним керуватиме компанія SunCity.